# Namukulu
Namukulu est un des treize villages de Niue. Il est situé à environ 5 km d'Alofi, la capitale de l'île, et a, selon le dernier recensement (2017), une population de 11 habitants.
Le « plus petit village de l'île », il est fondé en 1922 en se dissociant du village de Tuapa. Sa population décroît, passant de quatre-vingt-sept personnes en 1981 à quarante-cinq en 1991, 14 en 2001, 12 en 2011 et 11 au recensement de 2017. Il compte « moins de dix habitants » au moment de célébrer son centenaire en décembre 2022. La vie du village s'organise autour de son église, qui relève de l'Église chrétienne congrégationaliste de Niue. 
Comme chaque village de Niue, Namukulu est une circonscription électorale élisant un député au Parlement de Niue. Le docteur Enetama Lipitoa, ministre de la Santé, de la Justice et des Postes dans le gouvernement qui mène Niue à l'autonomie politique en 1974, est le député du village de 1969 à 1987. Son frère Jack Lipitoa lui succède de 1987 à 2023,, suivi de Silipea Sione, le diacre de l'église du village.
Sisilia Talagi, haute commissaire de Niue en Nouvelle-Zélande de 2005 à 2011, a grandi à Namukulu.